# Campeonato Brasileiro Série D 2020
Il Campeonato Brasileiro Série D 2020 è stata la 12ª edizione del Campeonato Brasileiro Série D. La competizione era originariamente programmata per iniziare il 3 maggio e terminare il 22 novembre, tuttavia a causa della pandemia di COVID-19 il campionato è stato riprogrammato dal 6 settembre 2020 al 7 febbraio 2021.
Sessantotto squadre vi prendono parte. Sessantaquattro squadre si sono qualificate attraverso i rispettivi campionati e coppe statali insieme alle quattro retrocesse dal Campeonato Brasileiro Série C 2019 (ABC, Atlético Acreano, Globo e Luverdense). In seguito alla mancata iscrizione del Luverdense, al suo posto ha preso parte il Sinop.
La partita Guarany de Sobral-Salgueiro, in programma per il 20 settembre 2020 (prima giornata del gruppo A3), è stata rinviata dopo che 12 giocatori del Guarany de Sobral sono risultati positivi al COVID-19.
Durante la dodicesima giornata del gruppo A8 (14 novembre 2020), i giocatori del São Caetano si sono rifiutati di giocare in trasferta contro il Marcílio Dias per protestare contro gli stipendi non pagati. Il Marcílio Dias ha vinto la partita per 3-0 a tavolino.
Le squadre qualificate per le semifinali saranno promosse al Campeonato Brasileiro Série C 2021.

## Squadre partecipanti
| Squadra (Città)                             | Stato               | Motivo qualificazione                                      |
| ------------------------------------------- | ------------------- | ---------------------------------------------------------- |
| ABC (Natal)                                 | Rio Grande do Norte | 17º posto in Série C 2019                                  |
| Águia Negra (Rio Brilhante)                 | Mato Grosso do Sul  | Vincitore del Campionato Sul-Mato-Grossense 2019           |
| Afogados (Afogados da Ingazeira)            | Pernambuco          | Miglior classificato del Campionato Pernambucano 2019      |
| Altos (Altos)                               | Piauí               | 2° nel Campionato Piauiense 2019                           |
| América-RN (Natal)                          | Rio Grande do Norte | Vincitore del Campionato Potiguar 2019                     |
| Aparecidense (Aparecida de Goiânia)         | Goiás               | 4° miglior classificato del Campionato Goiano 2019         |
| Aquidauanense (Aquidauana)                  | Mato Grosso do Sul  | 2° nel Campionato Sul-Mato-Grossense 2019                  |
| Atlético Acreano (Rio Branco)               | Acre                | 20º posto in Série C 2019                                  |
| Atlético Cajazeirense (Cajazeiras)          | Paraíba             | 2° miglior classificato del Campionato Paraibano 2019      |
| Atlético de Alagoinhas (Alagoinhas)         | Bahia               | 2º miglior classificato del Campionato Baiano 2019         |
| Atlético Tubarão (Tubarão)                  | Santa Catarina      | 3° miglior classificato del Campionato Catarinense 2019    |
| Bahia de Feira (Feira de Santana)           | Bahia               | 2º nel Campionato Baiano 2019                              |
| Bangu (Rio de Janeiro)                      | Rio de Janeiro      | Miglior classificato del Campionato Carioca 2019           |
| Baré (Boa Vista)                            | Roraima             | 2° nel Campionato Roraimense 2019                          |
| Bragantino-PA (Bragança)                    | Pará                | 2° miglior classificato del Campionato Paraense 2019       |
| Brasiliense (Taguatinga)                    | Distretto Federale  | 2° nel Campionato Brasiliense 2019                         |
| Cabofriense (Cabo Frio)                     | Rio de Janeiro      | 2° miglior classificato del Campionato Carioca 2019        |
| Caldense (Poços de Caldas)                  | Minas Gerais        | Miglior classificato del Campionato Mineiro 2019           |
| Campinense (Campina Grande)                 | Paraíba             | 2° nel Campionato Paraibano 2019                           |
| Caxias (Caxias do Sul)                      | Rio Grande do Sul   | Miglior classificato del Campionato Gaúcho 2019            |
| Central-PE (Caruaru)                        | Pernambuco          | 3° miglior classificato del Campionato Pernambucano 2019   |
| CEOV (Várzea Grande)                        | Mato Grosso         | 2° nel Campionato Mato-Grossense 2019                      |
| Coruripe (Coruripe)                         | Alagoas             | Miglior classificato del Campionato Alagoano 2019          |
| Fast Clube (Manaus)                         | Amazonas            | 2° nel Campionato Amazonense 2019                          |
| FC Cascavel (Cascavel)                      | Paraná              | 2° miglior classificato del Campionato Paranaense 2019     |
| Ferroviária (Araraquara)                    | San Paolo           | 3° miglior classificato del Campionato Paulista 2019       |
| Floresta (Fortaleza)                        | Ceará               | Miglior classificato del Campionato Cearense 2019          |
| Freipaulistano (Frei Paulo)                 | Sergipe             | Vincitore del Campionato Sergipano 2019                    |
| Galvez (Rio Branco)                         | Acre                | 2° nel Campionato Acriano 2019                             |
| Gama (Gama)                                 | Distretto Federale  | Vincitore del Campionato Brasiliense 2019                  |
| Globo (Ceará-Mirim)                         | Rio Grande do Norte | 18º posto in Série C 2019                                  |
| Goianésia (Goianésia)                       | Goiás               | 3° miglior classificato del Campionato Goiano 2019         |
| Goiânia (Goiânia)                           | Goiás               | Miglior classificato del Campionato Goiano 2019            |
| Grêmio Novorizontino (Novo Horizonte)       | San Paolo           | 2° miglior classificato del Campionato Paulista 2019       |
| Guarany de Sobral (Sobral)                  | Ceará               | 2º miglior classificato del Campionato Cearense 2019       |
| Independente-PA (Tucuruí)                   | Pará                | 2° nel Campionato Paraense 2019                            |
| Itabaiana (Itabaiana)                       | Sergipe             | 2° nel Campionato Sergipano 2019                           |
| Jacyobá (Pão de Açúcar)                     | Alagoas             | 2° miglior classificato del Campionato Alagoano 2019       |
| Ji-Paraná (Ji-Paraná)                       | Rondônia            | 2° nel Campionato Rondoniense 2019                         |
| Joinville (Joinville)                       | Santa Catarina      | 2° miglior classificato del Campionato Catarinense 2019    |
| Juventude-MA (São Mateus do Maranhão)       | Maranhão            | Vincitore della Copa FMF 2019                              |
| Marcílio Dias (Itajaí)                      | Santa Catarina      | Miglior classificato del Campionato Catarinense 2019       |
| Mirassol (Mirassol)                         | San Paolo           | 4° miglior classificato del Campionato Paulista 2019       |
| Moto Club (São Luís)                        | Maranhão            | 2° nel Campionato Maranhense 2019                          |
| Nacional-AM (Manaus)                        | Amazonas            | 2° miglior classificato del Campionato Amazonense 2019     |
| Nacional-PR (Rolândia)                      | Paraná              | Vincitore della Taça FPF 2019                              |
| Palmas (Palmas)                             | Tocantins           | Vincitore del Campionato Tocantinense 2019                 |
| Pelotas (Pelotas)                           | Rio Grande do Sul   | Vincitore della Copa FGF 2019                              |
| Portuguesa-RJ (Rio de Janeiro)              | Rio de Janeiro      | 2° nella Copa Rio 2019                                     |
| Potiguar (Mossoró)                          | Rio Grande do Norte | 2° miglior classificato del Campionato Potiguar 2019       |
| Real Noroeste (Águia Branca)                | Espírito Santo      | Vincitore della Copa Espírito Santo 2019                   |
| Rio Branco-AC (Rio Branco)                  | Acre                | 2° miglior classificato del Campionato Acriano 2019        |
| River (Teresina)                            | Piauí               | Vincitore del Campionato Piauiense 2019                    |
| Salgueiro (Salgueiro)                       | Pernambuco          | 2° miglior classificato del Campionato Pernambucano 2019   |
| Santos-AP (Macapá)                          | Amapá               | Vincitore del Campionato Amapaense 2019                    |
| São Caetano (São Caetano do Sul)            | San Paolo           | Vincitore della Copa Paulista 2019                         |
| São Luiz (Ijuí)                             | Rio Grande do Sul   | 2° miglior classificato del Campionato Gaúcho 2019         |
| São Raimundo-RR (Boa Vista)                 | Roraima             | Vincitore del Campionato Roraimense 2019                   |
| Sinop (Sinop)                               | Mato Grosso         | 2° miglior classificato del Campionato Mato-Grossense 2019 |
| Tocantinópolis (Tocantinópolis)             | Tocantins           | 2° nel Campionato Tocantinense 2019                        |
| Toledo EC (Toledo)                          | Paraná              | 2° nel Campionato Paranaense 2019                          |
| Tupynambás (Juiz de Fora)                   | Minas Gerais        | 2° miglior classificato del Campionato Mineiro 2019        |
| União Rondonópolis (Rondonópolis)           | Mato Grosso         | 2° miglior classificato del Campionato Mato-Grossense 2019 |
| Vilhenense (Vilhena)                        | Rondônia            | Vincitore del Campionato Rondoniense 2019                  |
| Villa Nova (Nova Lima)                      | Minas Gerais        | 3° miglior classificato del Campionato Mineiro 2019        |
| Vitória da Conquista (Vitória da Conquista) | Bahia               | 3º miglior classificato del Campionato Baiano 2019         |
| Vitória-ES (Vitória)                        | Espírito Santo      | Vincitore del Campionato Capixaba 2019                     |
| Ypiranga-AP (Macapá)                        | Amapá               | 2° nel Campionato Amapaense 2019                           |

## Turno preliminare
| Squadra 1      | Totale | Squadra 2     | Andata | Ritorno |
| -------------- | ------ | ------------- | ------ | ------- |
| Ji-Paraná      | 4 - 2  | Nacional-AM   | 2 - 1  | 2 - 1   |
| Baré           | 4 - 0  | Ypiranga-AP   | 3 - 0  | 1 - 0   |
| Real Noroeste  | 6 - 2  | Aquidauanense | 3 - 1  | 3 - 1   |
| Tocantinópolis | 1 - 4  | Brasiliense   | 1 - 0  | 0 - 4   |

## Prima fase

### Gruppo A1
| Pos. | Squadra          | Pt | G  | V | N | P | GF | GS | DR  |
| ---- | ---------------- | -- | -- | - | - | - | -- | -- | --- |
| 1    | Bragantino-PA    | 27 | 14 | 8 | 3 | 3 | 28 | 15 | +13 |
| 2    | Fast Clube       | 26 | 14 | 7 | 5 | 2 | 26 | 13 | +13 |
| 3    | Galvez           | 24 | 14 | 7 | 3 | 4 | 26 | 19 | +7  |
| 4    | Rio Branco-AC    | 21 | 14 | 5 | 6 | 3 | 17 | 14 | +3  |
| 5    | Independente-PA  | 17 | 14 | 5 | 2 | 7 | 20 | 30 | –10 |
| 6    | Ji-Paraná        | 16 | 14 | 4 | 4 | 6 | 16 | 21 | –5  |
| 7    | Vilhenense       | 11 | 14 | 2 | 5 | 7 | 15 | 22 | –7  |
| 8    | Atlético Acreano | 8  | 14 | 0 | 8 | 6 | 15 | 29 | –14 |

### Gruppo A2
| Pos. | Squadra         | Pt | G  | V  | N | P  | GF | GS | DR  |
| ---- | --------------- | -- | -- | -- | - | -- | -- | -- | --- |
| 1    | Altos           | 30 | 14 | 10 | 0 | 4  | 27 | 16 | +11 |
| 2    | River           | 29 | 14 | 9  | 2 | 3  | 22 | 12 | +10 |
| 3    | Moto Club       | 25 | 14 | 7  | 4 | 3  | 22 | 15 | +7  |
| 4    | Juventude-MA    | 23 | 14 | 7  | 2 | 5  | 21 | 13 | +8  |
| 5    | São Raimundo-RR | 21 | 14 | 6  | 3 | 5  | 16 | 8  | +8  |
| 6    | Baré            | 13 | 14 | 3  | 4 | 7  | 15 | 27 | –12 |
| 7    | Santos-AP       | 11 | 14 | 3  | 2 | 9  | 12 | 26 | –14 |
| 8    | Sinop           | 7  | 14 | 2  | 1 | 11 | 9  | 27 | –18 |

### Gruppo A3
| Pos. | Squadra               | Pt | G  | V | N | P | GF | GS | DR  |
| ---- | --------------------- | -- | -- | - | - | - | -- | -- | --- |
| 1    | América-RN            | 28 | 14 | 8 | 4 | 2 | 24 | 8  | +16 |
| 2    | Salgueiro             | 26 | 14 | 7 | 5 | 2 | 18 | 8  | +10 |
| 3    | Floresta              | 24 | 14 | 6 | 6 | 2 | 22 | 13 | +9  |
| 4    | Globo                 | 18 | 14 | 4 | 6 | 4 | 16 | 17 | –1  |
| 5    | Atlético Cajazeirense | 16 | 14 | 5 | 1 | 8 | 17 | 21 | –4  |
| 6    | Campinense            | 15 | 14 | 3 | 6 | 5 | 13 | 15 | –2  |
| 7    | Afogados              | 13 | 14 | 4 | 1 | 9 | 15 | 33 | –18 |
| 8    | Guarany de Sobral     | 11 | 14 | 2 | 5 | 7 | 10 | 20 | –10 |

### Gruppo A4
| Pos. | Squadra              | Pt | G  | V | N | P  | GF | GS | DR  |
| ---- | -------------------- | -- | -- | - | - | -- | -- | -- | --- |
| 1    | ABC                  | 26 | 14 | 7 | 5 | 2  | 25 | 6  | +19 |
| 2    | Itabaiana            | 23 | 14 | 6 | 5 | 3  | 29 | 19 | +10 |
| 3    | Vitória da Conquista | 22 | 14 | 6 | 4 | 4  | 24 | 21 | +3  |
| 4    | Coruripe             | 21 | 14 | 6 | 3 | 5  | 13 | 17 | –4  |
| 5    | Central-PE           | 21 | 14 | 4 | 9 | 1  | 19 | 10 | +9  |
| 6    | Potiguar             | 19 | 14 | 4 | 7 | 3  | 27 | 24 | +3  |
| 7    | Freipaulistano       | 11 | 14 | 2 | 5 | 7  | 12 | 15 | –3  |
| 8    | Jacyobá              | 4  | 14 | 0 | 4 | 10 | 17 | 54 | –37 |

### Gruppo A5
| Pos. | Squadra            | Pt | G  | V | N | P | GF | GS | DR  |
| ---- | ------------------ | -- | -- | - | - | - | -- | -- | --- |
| 1    | Aparecidense       | 28 | 14 | 8 | 4 | 2 | 31 | 14 | +17 |
| 2    | Goiânia            | 28 | 14 | 8 | 4 | 2 | 22 | 12 | +10 |
| 3    | Goianésia          | 22 | 14 | 6 | 4 | 4 | 20 | 16 | +4  |
| 4    | Real Noroeste      | 19 | 14 | 5 | 4 | 5 | 20 | 18 | +2  |
| 5    | Águia Negra        | 19 | 14 | 5 | 4 | 5 | 20 | 26 | –6  |
| 6    | Vitória-ES         | 16 | 14 | 5 | 1 | 8 | 18 | 22 | –4  |
| 7    | CEOV               | 12 | 14 | 3 | 3 | 8 | 13 | 24 | –11 |
| 8    | União Rondonópolis | 11 | 14 | 3 | 2 | 9 | 18 | 30 | –12 |

### Gruppo A6
| Pos. | Squadra                | Pt | G  | V  | N | P  | GF | GS | DR  |
| ---- | ---------------------- | -- | -- | -- | - | -- | -- | -- | --- |
| 1    | Brasiliense            | 33 | 14 | 10 | 3 | 1  | 32 | 10 | +22 |
| 2    | Gama                   | 32 | 14 | 10 | 2 | 2  | 29 | 10 | +19 |
| 3    | Atlético de Alagoinhas | 24 | 14 | 7  | 3 | 4  | 26 | 16 | +10 |
| 4    | Tupynambás             | 23 | 14 | 6  | 5 | 3  | 19 | 16 | +3  |
| 5    | Bahia de Feira         | 18 | 14 | 5  | 3 | 6  | 20 | 16 | +4  |
| 6    | Caldense               | 15 | 14 | 4  | 3 | 7  | 10 | 21 | –11 |
| 7    | Villa Nova             | 12 | 14 | 3  | 3 | 8  | 11 | 23 | –12 |
| 8    | Palmas                 | 0  | 14 | 0  | 0 | 14 | 4  | 39 | –35 |

### Gruppo A7
| Pos. | Squadra       | Pt | G  | V | N | P  | GF | GS | DR  |
| ---- | ------------- | -- | -- | - | - | -- | -- | -- | --- |
| 1    | Ferroviária   | 30 | 14 | 9 | 3 | 2  | 30 | 10 | +20 |
| 2    | Mirassol      | 26 | 14 | 7 | 5 | 2  | 31 | 9  | +22 |
| 3    | Cabofriense   | 25 | 14 | 7 | 4 | 3  | 26 | 16 | +10 |
| 4    | FC Cascavel   | 24 | 14 | 7 | 3 | 4  | 24 | 16 | +8  |
| 5    | Portuguesa-RJ | 23 | 14 | 6 | 5 | 3  | 21 | 11 | +10 |
| 6    | Bangu         | 17 | 14 | 4 | 5 | 5  | 13 | 19 | –6  |
| 7    | Nacional-PR   | 5  | 14 | 1 | 2 | 11 | 9  | 45 | –36 |
| 8    | Toledo EC     | 4  | 14 | 1 | 1 | 12 | 12 | 40 | –28 |

### Gruppo A8
| Pos. | Squadra              | Pt | G  | V | N | P  | GF | GS | DR  |
| ---- | -------------------- | -- | -- | - | - | -- | -- | -- | --- |
| 1    | Grêmio Novorizontino | 31 | 14 | 9 | 4 | 1  | 17 | 7  | +10 |
| 2    | São Luiz             | 23 | 14 | 6 | 5 | 3  | 16 | 10 | +6  |
| 3    | Caxias               | 21 | 14 | 5 | 6 | 3  | 18 | 11 | +7  |
| 4    | Marcílio Dias        | 21 | 14 | 5 | 6 | 3  | 14 | 8  | +6  |
| 5    | Pelotas              | 20 | 14 | 5 | 5 | 4  | 21 | 11 | +10 |
| 6    | Joinville            | 20 | 14 | 5 | 5 | 4  | 17 | 11 | +6  |
| 7    | Atlético Tubarão     | 7  | 14 | 1 | 4 | 9  | 8  | 23 | –15 |
| 8    | São Caetano          | 6  | 14 | 1 | 3 | 10 | 5  | 35 | –30 |

## Seconda fase
| Squadra 1              | Totale          | Squadra 2            | Andata | Ritorno |
| ---------------------- | --------------- | -------------------- | ------ | ------- |
| Juventude-MA           | 2 - 2 (4-3 dtr) | Bragantino-PA        | 1 - 1  | 1 - 1   |
| Galvez                 | 1 - 0           | River                | 0 - 0  | 1 - 0   |
| Rio Branco-AC          | 1 - 5           | Altos                | 0 - 2  | 1 - 3   |
| Moto Club              | 3 - 3 (5-6 dtr) | Fast Clube           | 2 - 2  | 1 - 1   |
| Coruripe               | 1 - 5           | América-RN           | 1 - 0  | 0 - 5   |
| Floresta               | 4 - 3           | Itabaiana            | 2 - 1  | 2 - 2   |
| Globo                  | 3 - 2           | ABC                  | 2 - 1  | 1 - 1   |
| Vitória da Conquista   | 4 - 7           | Salgueiro            | 4 - 3  | 0 - 4   |
| Tupynambás             | 1 - 5           | Aparecidense         | 1 - 1  | 0 - 4   |
| Goianésia              | 4 - 3           | Gama                 | 2 - 2  | 2 - 1   |
| Real Noroeste          | 1 - 4           | Brasiliense          | 1 - 1  | 0 - 3   |
| Atlético de Alagoinhas | 3 - 4           | Goiânia              | 1 - 1  | 2 - 3   |
| Marcílio Dias          | 2 - 1           | Ferroviária          | 0 - 0  | 2 - 1   |
| Cabofriense            | 1 - 3           | São Luiz             | 1 - 1  | 0 - 2   |
| FC Cascavel            | 1 - 3           | Grêmio Novorizontino | 1 - 0  | 0 - 3   |
| Caxias                 | 1 - 1 (0-3 dtr) | Mirassol             | 1 - 0  | 0 - 1   |

## Terza fase
| Squadra 1     | Totale          | Squadra 2            | Andata | Ritorno |
| ------------- | --------------- | -------------------- | ------ | ------- |
| Juventude-MA  | 2 - 4           | Floresta             | 2 - 2  | 0 - 2   |
| Galvez        | 2 - 6           | América-RN           | 1 - 1  | 1 - 5   |
| Salgueiro     | 2 - 2 (2-4 dtr) | Altos                | 1 - 1  | 1 - 1   |
| Globo         | 2 - 2 (5-6 dtr) | Fast Clube           | 2 - 1  | 0 - 1   |
| São Luiz      | 2 - 5           | Aparecidense         | 0 - 4  | 2 - 1   |
| Marcílio Dias | 3 - 2           | Goianésia            | 2 - 1  | 1 - 1   |
| Mirassol      | 5 - 2           | Brasiliense          | 4 - 0  | 1 - 2   |
| Goiânia       | 1 - 5           | Grêmio Novorizontino | 1 - 1  | 0 - 4   |

## Fase finale
|  | Quarti di finale     | Quarti di finale     | Quarti di finale | Quarti di finale | Quarti di finale |  |  | Semifinali           | Semifinali           | Semifinali | Semifinali | Semifinali |   |   | Finale   | Finale   | Finale | Finale | Finale |  |
|  |                      |                      |                  |                  |                  |  |  |                      |                      |            |            |            |   |   |          |          |        |        |        |  |
|  | Floresta             | Floresta             | 2                | 1                | 3                |  |  |                      |                      |            |            |            |   |   |          |          |        |        |        |  |
|  | América-RN           | América-RN           | 0                | 1                | 1                |  |  | Floresta             | Floresta             | 1          | 2          | 3          |   |   |          |          |        |        |        |  |
|  | Fast Clube           | Fast Clube           | 0                | 0                | 0                |  |  | Grêmio Novorizontino | Grêmio Novorizontino | 1          | 0          | 1          |   |   |          |          |        |        |        |  |
|  | Grêmio Novorizontino | Grêmio Novorizontino | 1                | 3                | 4                |  |  |                      |                      |            |            |            |   |   | Floresta | Floresta | 0      | 0      | 0      |  |
|  | Mirassol             | Mirassol             | 2                | 3                | 5                |  |  |                      |                      | Mirassol   | Mirassol   | 1          | 1 | 2 |          |          |        |        |        |  |
|  | Aparecidense         | Aparecidense         | 1                | 2                | 3                |  |  | Mirassol             | Mirassol             | 2          | 0          | 2          |   |   |          |          |        |        |        |  |
|  | Marcílio Dias        | Marcílio Dias        | 1                | 1                | 2                |  |  | Altos                | Altos                | 2          | 1          | 3          |   |   |          |          |        |        |        |  |
|  | Altos                | Altos                | 1                | 5                | 6                |  |  |                      |                      |            |            |            |   |   |          |          |        |        |        |  |